# 姫ヶ崎櫻子は今日も不憫可愛い
『姫ヶ崎櫻子は今日も不憫可愛い』（ひめがさきさくらこはきょうもふびんかわいい）は、安田剛助による日本の漫画作品。『コミックキューン』（KADOKAWA）にて2020年5月号（3月27日発売）より連載中。

## 登場人物
声は2巻発売時のボイスコミックのもの。
姫ヶ崎櫻子（ひめがさき さくらこ）
声 - 伊藤彩沙
高校1年生の少女。
三森夏樹（みもり なつき）
声 - 前田誠二
櫻子の幼馴染。
榊雪菜（さかき ゆきな）
声 - 市ノ瀬加那
夏樹が一目ぼれするクラスのマドンナ。

## 書誌情報
- 安田剛助 『姫ヶ崎櫻子は今日も不憫可愛い』 KADOKAWA〈MFC キューンシリーズ〉、既刊6巻（2025年5月27日現在）
  1. 2020年12月26日発売[3]、ISBN 978-4-04-065963-3
  2. 2021年9月27日発売[4]、ISBN 978-4-04-680637-6
  3. 2022年11月26日発売[5]、ISBN 978-4-04-681614-6
  4. 2023年7月27日発売[6]、ISBN 978-4-04-682591-9
  5. 2024年6月27日発売[7]、ISBN 978-4-04-683737-0
  6. 2025年5月27日発売[8]、ISBN 978-4-04-684793-5